# This Is Our Music
This Is Our Music – trzeci album Ornette’a Colemana nagrany dla firmy nagraniowej Atlantic w 1960 r.

## Historia nagrania albumu
Album został nagrany w innym studiu niż dwa poprzednie. Studio Radio Recorders zostało zamienione na Atlantic Recording Studios w Nowym Jorku.
Zmianie uległ także skład grupy Colemana. Perkusista Billy Higgins został zastąpiony przez Eda Blackwella. Zmiana perkusisty zmieniła także nieco muzykę. Bez wątpienia nie ustępował on Higginsowi jeśli chodzi o energię i siłę; natomiast tracił na polu różnorodności dynamicznej. Higgins należał do spokojnej, nieco wyciszonej tradycji, której najlepszym przykładem był perkusista Counta Basiego – Jo Jones. Prezentował swobodę i różnorodność. Natomiast Blackwell właściwie nie miał poprzedników; z pewnego punktu widzenia nawet nie był tak jazzowy jak poprzednik. Najwyraźniej słuchał także perkusistów rockandrollowych. Higgins zwracał uwagę bardziej na strukturę, a Blackwell był bardziej melodyjny.
Na album This Is Our Music złożyły się trzy sesje nagraniowe, na których nagrano dwadzieścia trzy utwory.
- Pierwsza sesja odbyła się 19 lipca 1960. Jej plonem były utwory „Little Symphony” (został wydany na Twins w 1971, „The Tribes of New York” (nie został wydany), „Kaleidoscope” (został wydany na This Is Our Music), „Rise and Shine” (nie został wydany), „Mr. and Mrs. People” (nie został wydany), „Blues Connotation” (został wydany na This Is Our Music), „I Heard it Over the Radio” (nie został wydany), „P.S. Unless One Has (Blues Connotation No. 2)” (ukazał się na To Whom Who Keeps a Record w 1975, „Revolving Doors” (nie ukazał się)[2].
- Druga sesja odbyła się 26 lipca 1960. Nagrano na niej: „Brings Goodness” (ukazał się na To Whom Who Keeps a Record w 1975, „Joy of a Toy” (został wydany na Twins w 1971, „To Us” (ukazał się na To Whom Who Keeps a Record w 1975, „Humpty Dumpty” (został wydany na This Is Our Music), „The Fifth of Beethoven” (ukazał się na The Art of the Improvisers w 1970, „Motive for Its Use” (ukazał się na To Whom Who Keeps a Record w 1975, „Moon Inhabitants” (ukazał się na The Art of the Improvisers w 1970, „The Legend of Bebop” (ukazał się na The Art of the Improvisers w 1970, „Some Other” (ukazał się na To Whom Who Keeps a Record w 1975, „Embraceable You” (został wydany na This Is Our Music), „All” (ukazał się na To Whom Who Keeps a Record w 1975.
- Trzecia sesja odbyła się 2 sierpnia 1960. Plonem były utwory: „Folk Tale”, „Poise” oraz „Beauty Is a Rare Thing”. Wszystkie te utwory ukazały się na This Is Our Music.

## Muzycy
- Ornette Coleman – saksofon altowy
- Don Cherry – trąbka kieszonkowa
- Charlie Haden – kontrabas
- Ed Blackwell - perkusja

## Utwory
- Strona pierwsza: 1–3
- Strona druga: 4–7

| 1. | Blues Connotation      | 5:17  |
|    |                        |       |
| 2. | Beauty Is a Rare Thing | 7:13  |
|    |                        |       |
| 3. | Kaleidoscope           | 6:34  |
|    |                        |       |
| 4. | Embraceable You        | 4:55  |
|    |                        |       |
| 5. | Poise                  | 4:37  |
|    |                        |       |
| 6. | Humpty Dumpty          | 5:21  |
|    |                        |       |
| 7. | Folk Tale              | 4:47  |
|    |                        |       |
|    |                        | 38:44 |
|    |                        |       |

## Opis płyty
- Producent – Nesuhi Ertegün
- Inżynier – Tom Dowd
- Studio – Atlantic Recording Studios, Nowy Jork, Nowy Jork.
- Nagranie – wtorek 19 lipca 1960, 8:00 wieczorem–12:00 w nocy; wtorek 26 lipca 1960, 6 wieczorem–9 wieczorem i 10 w nocy–1 w nocy; wtorek 2 sierpnia 1960, 6 wieczorem–9 wieczorem i 10 w nocy–1 w nocy;
- Firma nagraniowa – Atlantic Records
- Numer katalogowy – 1353
- Data wydania – luty 1961
- Czas trwania – 37 min. 24 sek.
- Tekst na okładce – Ives Bigot
- Projekt okładki – Loring Eutemey
- Fotografie, fotografia na okładce – Lee Friedlander